# Lékoni (vattendrag)
Lékoni är ett vattendrag i Gabon, ett biflöde till Ogooué. Det rinner genom provinsen Haut-Ogooué, i den centrala delen av landet, 500 km öster om huvudstaden Libreville.